# Конон Палестински
Конон Палестински или Конон Јордански (? - 555) - хришћански светитељ, игуман манастира Пентукла.
Рођен је у Киликији. Као младић се замонашио у манастиру Пентукли на реци Јордану, где је и рукоположен у презвитера. Био је познат по свом строгом аскетизму. Петар, архиепископ јерусалимски, послао му је људе на крштење у Јордану. Јеромонах Конон је крштавао оне који су долазили и помазивао их светим миром, али је избегавао да крштава жене. 
Према легенди, једног дана му се јавио Свети Јован Крститељ и обећао да ће му помоћи молитвама у борби против искушења. Живео у манастиру 20 година. Умро је 555. године.
Православна црква светог Конон се празнује 19. фебруара (4. марта).